# Eberhard Anckelmann
Eberhard Anckelmann (* 7. Mai 1641 in Hamburg; † 1. November 1703 ebenda; auch Nanckelmann) war ein evangelischer Theologe, Sprachforscher und Orientalist.

## Leben
Anckelmann entstammte der alteingesessenen Hamburger Familie Anckelmann. Er besuchte seit 1659 das Akademische Gymnasium, an dem er sich unter Anleitung des Privatgelehrten Esdras Edzardus mit den orientalischen Sprachen beschäftigte. Dieser regte ihn mit Blick auf die nach Hamburg kommenden portugiesischen Juden an, sich an der Mitarbeit der Evangelisierung Israels zu beteiligen. 
Daraufhin nahm er 1662 ein Studium der Theologie in Wittenberg auf, wechselte 1664 nach Leipzig, dann nach Jena, Altdorf, Tübingen, Straßburg, Basel und nach Gießen, wo er Peter Haberkorn kennenlernte und nach Hamburg zurückkehrte. 1671 erhielt er in Rostock das Lizentiat der Theologie.
Um mehr Verständnis für die portugiesische Sprache zu erlangen, begab er sich nach Portugal. Nach zweijährigem Aufenthalt kehrte er von dort nach Hamburg zurück, um am 11. Januar 1675 eine Professur der orientalischen Sprachen am Akademischen Gymnasium zu übernehmen. Dieses Amt füllte er 28 Jahre lang aus und verfasste zahlreiche Schriften, die sich meistens mit dem Hebräischen beschäftigten.

## Werke
- Genesis hebraica, 1675

## Ehrung
Der Anckelmannsplatz und die Anckelmannstraße tragen seit 1879 zu Ehren der Familie Anckelmann ihren Namen. Aus der Familie gingen sechs Ratsherren, ein Syndikus, drei Oberalte und ein Professor am Akademischen Gymnasium hervor.